# 戈留恩河
戈留恩河是俄羅斯的河流，屬於恰戈多夏河的左支流，河道全長12公里，流域面積831平方公里。发源自列宁格勒州的博克西托戈尔斯克区，流经其与沃洛格达州恰戈多夏区的边界，在州界附近汇入恰戈多夏河。